# Liste der Naturdenkmale in Untermünkheim
| Naturdenkmale | Anzahl |
| ------------- | ------ |
| FND           | 12     |
| END           | 8      |
| Gesamt        | 20     |

Die Liste der Naturdenkmale in Untermünkheim nennt die verordneten Naturdenkmale (ND) der im baden-württembergischen Landkreis Schwäbisch Hall liegenden Gemeinde Untermünkheim. In Untermünkheim gibt es insgesamt 20 als Naturdenkmal geschützte Objekte, davon 12 flächenhafte Naturdenkmale (FND) und 8 Einzelgebilde-Naturdenkmale (END).
Stand: 1. November 2016.

## Flächenhafte Naturdenkmale (FND)
| Name                                    | Bild | Kennung     | Einzelheiten  | Position | Fläche Hektar | Datum         |
| --------------------------------------- | ---- | ----------- | ------------- | -------- | ------------- | ------------- |
| Alter Bahndamm bei Kupfer               | BW   | 81270860017 | Untermünkheim | ⊙        | 1,3           | 16. Sep. 1985 |
| Bachlauf und Landheg im Eichhölzle      | BW   | 81270860018 | Untermünkheim | ⊙        | 1,5           | 28. Mai 1990  |
| Doline im Gewann Ziegelsbach            | BW   | 81270860023 | Untermünkheim | ⊙        | 0,1           | 28. Mai 1990  |
| Dolinen in den Heiligenäckern           | BW   | 81270860022 | Untermünkheim | ⊙        | 0,1           | 28. Mai 1990  |
| Feldgehölz an der Bahnlinie             | BW   | 81270860010 | Untermünkheim | ⊙        | 0,4           | 24. Okt. 1983 |
| Kleines Quellmoor mit Forche            | BW   | 81270860013 | Untermünkheim | ⊙        | 0,1           | 24. Okt. 1983 |
| Küchenschellenstandort                  | BW   | 81270860006 | Untermünkheim | ⊙        | 0,4           | 10. März 1967 |
| Landheg im Überhauhölzle I              | BW   | 81270860019 | Untermünkheim | ⊙        | 0,7           | 28. Mai 1990  |
| Langheg im Überhauhölzle II             | BW   | 81270860020 | Untermünkheim | ⊙        | 0,9           | 28. Mai 1990  |
| Reste d.Landheg u.Waldtrauf im Ghaiwald | BW   | 81270860021 | Untermünkheim | ⊙        | 0,8           | 28. Mai 1990  |
| Schachblumenstandort                    | BW   | 81270860005 | Untermünkheim | ⊙        | 1,5           | 10. März 1967 |
| See nördlich Gaisdorf                   | BW   | 81270860011 | Untermünkheim | ⊙        | 1,2           | 24. Okt. 1983 |
| Legende für Naturdenkmal                |      |             |               |          |               |               |

## Einzelgebilde (END)
| Name                           | Bild | Kennung     | Einzelheiten  | Position | Fläche Hektar | Datum         |
| ------------------------------ | ---- | ----------- | ------------- | -------- | ------------- | ------------- |
| Bäume beim Eichelhof           | BW   | 81270860024 | Untermünkheim | ⊙        | 0,0           | 28. Mai 1990  |
| 1 Eiche in Suhlburg            | BW   | 81270860014 | Untermünkheim | ⊙        | 0,0           | 24. Okt. 1983 |
| 1 Sommerlinde                  | BW   | 81270860001 | Untermünkheim | ⊙        | 0,0           | 8. Okt. 1955  |
| 1 Sommerlinde                  | BW   | 81270860007 | Untermünkheim | ⊙        | 0,0           | 8. Okt. 1955  |
| 1 Traubeneiche beim Kupfermoor | BW   | 81270860009 | Untermünkheim | ⊙        | 0,0           | 24. Okt. 1983 |
| 1 Winterlinde                  | BW   | 81270860004 | Untermünkheim | ⊙        | 0,0           | 8. Okt. 1955  |
| 2 Linden am Lindenhof          | BW   | 81270860015 | Untermünkheim | ⊙        | 0,0           | 24. Okt. 1983 |
| 4-stämmige Eiche               | BW   | 81270860016 | Untermünkheim | ⊙        | 0,0           | 24. Okt. 1983 |
| Legende für Naturdenkmal       |      |             |               |          |               |               |